# بارایز-بوسولز
بارایز-بوسولز (به فرانسوی: Barrais-Bussolles) یک کمون (فرانسه) در فرانسه است که در آلیه واقع شده‌است. بارایز-بوسولز ۲۵٫۳۴ کیلومتر مربع مساحت دارد ۴۷۰ متر بالاتر از سطح دریا واقع شده‌است.